# Kongpo
Kongpo ist eine südosttibetische Region im heutigen Regierungsbezirk Nyingchi. Sie liegt am Yarlung Zangbo (Brahmaputra) im Gebiet des Nyang Qu (chin. 尼洋曲, engl. Nyangqu River), eines nördlichen Nebenflusses des Yarlung Zangbo.
Koordinaten: 29° 53′ 22,9″ N, 93° 14′ 39,1″ O